# 陳亭妃
陳亭妃（1974年7月19日—），中華民國政治人物，民主進步黨籍，現任臺南市第三選舉區立法委員，曾任三屆臺南市議會議員。2008年起擔任臺南市立法委員至今，並曾任民主進步黨立法院黨團書記長，2020年及2024年均以全市最高票當選連任。原屬正常國家促進會系，為了2026年九合一選舉，未配合正國會規劃，堅持參選中常委，於2024年7月5日被正國會除名。

## 早年
陳亭妃出生於臺南市中西區（東菜市），父親陳佳照曾任臺南市議員，幼年時由祖母照顧，常居新營區，直到就學階段方定居於北區大港寮，依序就讀臺南市西區協進國民小學、臺南市立中山國民中學、臺灣省立臺南家齊女子高級中學。1996年畢業於中國文化大學戲劇系後，擔任地方電視台新聞記者及主播。其後陸續在長榮大學經營管理研究所完成碩士（2002年）、博士（2019年）學位。

## 從政生涯

### 臺南市議員
1998年，陳亭妃以無黨籍身分當選台南市議員，以婦女保障名額席次，排擠謝龍介而當選。當選後，加入民主進步黨並連任兩屆分別為該選區第二高票、第一高票（2002-2008）。

### 立法委員
2008年參選立法委員，以些微票數擊敗國民黨候選人王昱婷，後連任四屆。2012年以13萬餘票連任。2016年立委選舉時，陳亭妃以全國第二高票順利連任立委。數次立委選舉皆以逾六成選票當選。
2017年4月，宣布參加民進黨臺南市市長初選，後由黃偉哲勝出，贏得提名權。

## 爭議

### 利益交換指控
2015年10月7日，陳亭妃抨擊國民黨主席朱立倫在換柱的過程中，明確涉及威脅、利益交換，屬於「搓圓仔湯」的行為，具狀向台北地檢署告發朱立倫及國民黨秘書長李四川違反《總統副總統選舉罷免法》。陳亭妃指出洪秀柱在記者會三度提及，不會私下接受任何條件交換，也不會對任何不合理的勢力低頭，陳表示「這就證明朱找洪討論換柱時，已涉威脅或不當利益交換，當然是搓圓仔湯」 。陳亭妃表示，立法院民進黨黨團已掌握兩名可能知道「換柱」錄音帶的關鍵人物。特偵組約談陳亭妃時，她供稱兩名關鍵證人是洪秀柱辦公室顧問、台大政治系教授張亞中和辦公室主任喬正中。特偵組傳喚張、喬兩人，但兩人都供稱沒有該錄音檔。11月6日，特偵組以不起訴偵結該案。

### 瘦肉精議題
民進黨諸多立委陳亭妃、林淑芬、劉建國等人昔日用強烈行動主張瘦肉精零檢出，2016年民進黨執政後，卻主張「妥善處理安全疑慮與產業衝擊」，被認為前後不一。
2020年12月24日，立法院對於含萊口多巴胺豬肉輸入等相關法案進行表決，以及表決關於含萊克多巴胺肉品禁入校園的《學校衛生法》等。修正案時，包含陳亭妃等60位立委表示贊成民進黨團版本、45人反對、1人棄權。全案在中午11時40分三讀完成。

### 出演電視劇
2021年9月，陳亭妃在戲劇《新台灣奇案》中客串演出媽祖。有民眾質疑，先前國民黨籍台中市長盧秀燕曾在《女兵日記女力報到》客串演出自己，遭NCC認定置入性行銷而開罰，此次陳亭妃入戲卻不罰，是否為雙重標準。
陳亭妃指自己在參與演出前，曾向NCC徵詢，NCC回函表示：台灣廣電節目受《廣播電視法》及《衛星廣播電視法》管理，不得有置入性行銷之行為。陳亭妃指出，法律是一視同仁的，不會因為所屬政黨不同而改變標準，盧秀燕受罰乃因節目置入性行銷，無關政黨。

### 論文抄襲爭議
2023年11月28日，國民黨立委候選人林國春與副發言人呂謦煒指控陳亭妃長榮大學博士論文涉嫌抄襲25%，違反長榮大學整體數值不能超過13%之規定。陳亭妃則回應表示當時選擇研究題目，正逢桃園升格變成直轄市、台灣變成六都，決定展開六都行政管理績效研究。尤其論文的問卷邀請行政院、立法院不分黨派立委、六都的政府官員、六都市議員填寫，研究數據絕對是原汁原味；並於同日前往台北地檢署提告林、呂二人加重誹謗。 同年12月19日，游智彬指控陳亭妃博士論文經大陸知網系統比對後，共有12處涉嫌抄襲中國大陸資料。
2024年1月17日，長榮大學審定結果出爐，認定論文未有違反學術倫理情節重大程度，但文獻引注格式有瑕疵，要求陳亭妃於期限內完成修正。

## 作品

### 電視演出
| 年 份  | 頻 道 | 劇 名                      | 角 色      | 備 註 |
| 2021年 | 民視  | 《新台灣奇案－思想起》     | 媽祖       | 客串  |
| 2022年 | 民視  | 《新台灣奇案－無心新娘》   | 觀世音菩薩 | 客串  |
| 2022年 | 民視  | 《新台灣奇案－北瓜宴》     | 觀世音菩薩 | 客串  |
| 2022年 | 民視  | 《台灣傳奇－定財金》       | 觀世音菩薩 | 客串  |
| 2022年 | 民視  | 《台灣傳奇－菁埔夫人前傳》 | 媽祖       |       |
| 2022年 | 民視  | 《台灣傳奇－荷花怨》       | 媽祖       |       |
| 2023年 | 民視  | 《台灣傳奇-靈猴拜聖帝》    | 孟冬梅     |       |

## 選舉紀錄
| 年度 | 選舉屆數               | 選舉區           | 所屬政黨   | 得票數  | 得票率 | 當選標記                             | 備註     |
| ---- | ---------------------- | ---------------- | ---------- | ------- | ------ | ------------------------------------ | -------- |
| 1998 | 第十四屆臺南市議員選舉 | 臺南市第四選舉區 | 無黨籍     | 2,590   | 5.06%  |                                      | 婦女保障 |
| 2002 | 第十五屆臺南市議員選舉 | 臺南市第四選舉區 | 民主進步黨 | 4,817   | 11.35% |                                      |          |
| 2005 | 第十六屆臺南市議員選舉 | 臺南市第四選舉區 | 民主進步黨 | 8,527   | 15.32% |                                      |          |
| 2008 | 第七屆立法委員選舉     | 臺南市第一選舉區 | 民主進步黨 | 86,983  | 50.27% |                                      |          |
| 2012 | 第八屆立法委員選舉     | 臺南市第三選舉區 | 民主進步黨 | 139,301 | 61.67% |                                      |          |
| 2016 | 第九屆立法委員選舉     | 臺南市第三選舉區 | 民主進步黨 | 149,002 | 71.38% |                                      |          |
| 2020 | 第十屆立法委員選舉     | 臺南市第三選舉區 | 民主進步黨 | 136,815 | 69.77% | 選舉區重劃 全國最高得票率 全市最高票 |          |
| 2024 | 第十一屆立法委員選舉   | 臺南市第三選舉區 | 民主進步黨 | 132,377 | 70.14% | 全市最高票                           |          |

## 個人生活

### 家庭
陳亭妃的父親陳佳照來自將軍巷口，曾任臺南市議員，母親陳黃秀來自七股鹽埕地。其胞妹陳怡珍為現任台南市議員。

## 外部連結
- 陳亭妃 (個人)的Facebook專頁
- 陳亭妃 facebook 專頁(官方) （页面存档备份，存于）
- YouTube上的陳亭妃陳怡珍頻道
- YouTube上的陳亭妃頻道

| 政党职务      | 政党职务                                               | 政党职务      |
| ------------- | ------------------------------------------------------ | ------------- |
| 民主進步黨    |                                                        |               |
| 前任： 翁金珠 | 民主進步黨立法院黨團書記長 2012年2月1日－2012年7月30日 | 繼任： 蔡其昌 |